# Royal Rumble (2002)
Royal Rumble (2002) foi o 15º evento anual do Royal Rumble pay-per-view (PPV) de luta profissional produzido pela World Wrestling Federation (WWF, agora WWE). Aconteceu em 20 de janeiro de 2002, na Philips Arena em Atlanta, Geórgia. Foi o último evento Royal Rumble produzido sob o nome WWF, já em maio, o WWF foi renomeado para World Wrestling Entertainment (WWE). Foi também o último Royal Rumble realizado antes da introdução da primeira extensão da marca em março. Seis lutas foram disputadas no evento.
Como tem sido habitual desde 1993, o vencedor do Royal Rumble recebeu uma luta pelo campeonato mundial na WrestleMania daquele ano. Para o evento de 2002, o vencedor recebeu uma luta pelo Campeonato Indiscutível da WWF na WrestleMania X8 - este foi o último Royal Rumble até 2014 a apresentar um campeonato mundial. O evento principal foi a luta Royal Rumble de 2002, que foi vencida por Triple H, que eliminou Kurt Angle pela última vez. Em outras lutas de destaque, Chris Jericho derrotou The Rock para manter o Campeonato Indiscutível da WWF, Ric Flair derrotou Vince McMahon em uma Street Fight e William Regal derrotou Edge para ganhar o Campeonato Intercontinental da WWF.

## Produção

### Introdução
O Royal Rumble é um pay-per-view anual (PPV), produzido todo mês de janeiro pela World Wrestling Federation (WWF, agora WWE) desde 1988. É um dos quatro pay-per-views originais da promoção, junto com WrestleMania, SummerSlam e Survivor Series, que foram apelidados de "Big Four", e foi considerado um dos "Big Five" PPVs, junto com King of the Ring. É nomeado após a partida Royal Rumble, uma batalha real modificada na qual os participantes entram em intervalos cronometrados, em vez de todos começarem no ringue ao mesmo tempo. O evento de 2002 foi o 15º na cronologia do Royal Rumble e estava programado para ser realizado em 20 de janeiro de 2002, na Philips Arena em Atlanta, Geórgia.
A partida Royal Rumble geralmente apresenta 30 lutadores. Tradicionalmente, o vencedor da partida ganha uma luta pelo campeonato mundial na WrestleMania daquele ano. Para 2002, o vencedor ganhou uma luta pelo Campeonato Indiscutível da WWF no WrestleMania X8, após a unificação do Campeonato da WWF e Campeonato Mundial dos Pesos Pesados da WCW como o Campeonato Indiscutível da WWF no Vengeance em dezembro de 2001.

### Histórias
O card foi composto por seis partidas. As lutas resultaram de histórias roteirizadas, onde os lutadores retratavam heróis, vilões ou personagens menos distinguíveis para criar tensão e culminaram em uma luta ou série de lutas. Os resultados foram predeterminados pelos escritores do WWF, com histórias produzidas em seus programas de televisão semanais, Raw e SmackDown.
A principal rivalidade foi entre Chris Jericho e The Rock pelo Campeonato Indiscutível da WWF de Jericho. A rivalidade, que começou em outubro de 2001 enquanto os dois eram membros do Team WWF durante a InVasion e trocaram o Campeonato da WCW entre eles, continuou no Vengeance, quando Jericho derrotou tanto The Rock quanto o atual Campeão da WWF Stone Cold Steve Austin para unificar o títulos. No episódio do Raw da noite seguinte, Jericho defendeu com sucesso o título Indiscutível sobre Stone Cold Steve Austin em uma luta Steel cage com a ajuda de Booker T. Durante as duas semanas seguintes, Jericho defendeu com sucesso o título contra Rob Van Dam, The Big Show e Kurt Angle. The Rock ganhou uma luta pelo Campeonato Indiscutível da WWF no Royal Rumble no episódio de 3 de janeiro do SmackDown! derrotando Booker T. No episódio de 10 de janeiro do SmackDown!, The Rock e Rob Van Dam derrotaram Jericho e Test quando The Rock fez Jericho finalizar com o Sharpshooter.
A rivalidade secundária foi entre os dois co-proprietários da WWF, Ric Flair e Vince McMahon. A rivalidade começou no episódio de 19 de novembro do Raw, quando Flair retornou à WWF e revelou que comprou as ações de Shane e Stephanie para a WWF, o que agora significa que ele e Vince eram sócios proprietários da empresa. No episódio de 27 de dezembro do SmackDown!, McMahon veio ao ringue para compartilhar suas resoluções de ano novo quando foi interrompido por Flair. Flair lembrou a Vince como ele o contratou para ir para a WWF quando ele estava sob contrato com a NWA em 1988 até que Flair deixou a NWA e veio para a WWF e como ele venceu a luta Royal Rumble de 1992 e se tornou campeão da WWF. Flair também falou sobre sua luta principal com "Macho Man" Randy Savage na WrestleMania VIII. Flair então alegou que olhou todos os contratos, um dos quais ele tirou que dizia "Vince McMahon Owner-Wrestler", o que significava que Vince lutaria no Royal Rumble. McMahon perguntou quem tinha coragem para entrar no ringue com ele e Flair deu um soco na boca de Vince e anunciou que os dois se enfrentariam no Royal Rumble. Na semana seguinte, Flair anunciou que a luta seria uma Street Fight com a qual Vince concordou. As próximas quatro semanas viram Flair e McMahon se confrontando na preparação para a partida, que inclui McMahon zombando de Flair colocando uma peruca loira e seu manto azul e também o agredindo com um cano de chumbo. Durante uma entrevista, McMahon diz que adora destruir vidas e prometeu destruir a vida de Flair no Royal Rumble.
No episódio de 7 de janeiro do Raw, a preparação para a luta Royal Rumble começou, com Austin dizendo que queria entrar. Mais tarde naquela noite, Triple H fez seu retorno depois de quase oito meses com uma lesão e anunciou que ele também entraria na luta Royal Rumble. Ele foi interrompido por Kurt Angle, que então anunciou suas intenções de entrar na luta, que seria sua primeira, e mencionou sua vitória sobre Triple H no evento Royal Rumble do ano anterior, quando ele era o atual campeão da WWF. Triple H realizou um Pedigree em Angle em retaliação. Durante uma luta entre Austin e Angle no episódio de 10 de janeiro do SmackDown!, Kane, The Big Show e Triple H interferiram. No final, apenas Triple H permaneceu de pé, até que The Undertaker o encarou do topo da rampa. No Raw de 14 de janeiro, Triple H afirmou que quer ganhar o Campeonato Indiscutível da WWF. Austin saiu, e eles lutaram até The Undertaker sair, e acertar Triple H com uma cadeira, permitindo que Austin acertasse o Stone Cold Stunner. The Undertaker então acertou Austin com a cadeira. No episódio de 17 de janeiro do SmackDown!, Austin e Triple H derrotaram Angle e Booker T. Após a luta, The Undertaker apareceu novamente e os encarou.
A rivalidade entre Edge e William Regal continuou desde Vengeance. No Raw de 10 de dezembro, Edge zombou de Regal, levando Regal a acertá-lo por trás com um soco inglês. No episódio de 13 de dezembro do SmackDown!, William Regal e Kurt Angle enfrentaram Edge e Rikishi em uma luta de duplas. Após a luta, Edge atingiu Regal com uma cadeira de aço e um Edgecution na cadeira, quebrando seu nariz e fazendo-o sangrar. No Raw de 7 de janeiro, Regal interferiu após a vitória de Edge sobre Lance Storm e o acertou com um soco inglês. Regal desafiou Edge para uma luta pelo Campeonato Intercontinental da WWF no Royal Rumble, e Edge aceitou. No Raw de 14 de janeiro, Edge e Rob Van Dam enfrentaram William Regal e Test, onde Regal derrotou Edge depois de usar o soco-inglês. No episódio de 17 de janeiro do SmackDown!, Regal derrotou Rob Van Dam quando ele usou soco inglês nas costas do árbitro. Mais tarde na noite, Regal saiu durante a luta de Edge com Test, mas não interferiu quando Edge o acertou e acertou Nick Patrick com uma cadeira.

## Evento

### Lutas preliminares
| Papel:                 | Nome:                      |
| ---------------------- | -------------------------- |
| Comentaristas          | Jim Ross                   |
| Comentaristas          | Jerry Lawler               |
| Comentaristas          | Carlos Cabrera (Espanhol)  |
| Comentaristas          | Hugo Savinovich (Espanhol) |
| Entrevistadores        | Jonathan Coachman          |
| Entrevistadores        | Michael Cole               |
| Entrevistadores        | Lilian Garcia              |
| WWF New York host      | Shawn Michaels             |
| Anunciadores de ringue | Howard Finkel              |
| Árbitros               | Mike Chioda                |
| Árbitros               | Jack Doan                  |
| Árbitros               | Brian Hebner               |
| Árbitros               | Earl Hebner                |
| Árbitros               | Jim Korderas               |
| Árbitros               | Theodore Long              |
| Árbitros               | Nick Patrick               |
| Árbitros               | Charles Robinson           |
| Árbitros               | Tim White                  |

A primeira luta foi entre Spike Dudley e Tazz, e os Dudley Boyz (Bubba Ray Dudley e D-Von Dudley) pelo Campeonato de Duplas da WWF. Os Dudley Boyz dominaram Spike no início com Bubba Ray arrancando o colar cervical de Spike. Spike revidou fazendo um Dudley Dog, mas não conseguiu capitalizar. Os Dudley Boyz então fizeram dupla dupla com Spike enquanto o árbitro estava preocupado com Tazz. Tazz finalmente entrou, e ambos dominaram. Stacy Keibler, que acompanhava os Dudley Boyz, subiu no ringue e tentou distrair Tazz e Tazz trancados na Tazzmission até Devon quebrar. Spike acertou o Dudley Dog em Bubba e tentou fazer o mesmo em Devon, mas Spike foi expulso do ringue, Devon então correu em Tazz no canto que foi desviado, Tazz então aplicou a Tazzmission para manter o título.
A segunda luta foi entre Edge e William Regal pelo Campeonato Intercontinental da WWF. Antes da partida, o árbitro encontrou soqueiras nas calças de Regal e as confiscou. A luta foi para frente e para trás até que Regal derrubou Edge do ringue. Regal aplicou o Regal Stretch, mas Edge alcançou as cordas para quebrar. Edge tentou um spear, mas Regal empurrou o árbitro para receber o movimento. Regal tirou outro par de soqueiras e acertou Edge com elas. O árbitro se recuperou para contar o pinfall para Regal ganhar o título.
A terceira luta foi entre Trish Stratus e Jazz pelo Campeonato Feminino da WWF com Jacqueline como Árbitra Convidado Especial. Jazz teve a vantagem inicial, concentrando-se na mão lesionada de Stratus. Jazz então confrontou Jacqueline, e eles se empurraram. Stratus tentou um bulldog, mas Jazz respondeu com um roll-up e executou um snap DDT. Stratus bloqueou um ataque no canto, e entregou um bulldog para vencer a partida e manteve o título.
A quarta luta foi uma Street Fight entre Ric Flair e Vince McMahon. Flair ganhou a vantagem inicial com socos. McMahon o atacou com armas e o enviou para o ringpost e degraus. McMahon aplicou o figure four leglock, mas Flair a inverteu. McMahon alcançou as cordas e saiu do ringue. Flair atingiu McMahon com um golpe baixo, um monitor de televisão e um cano de chumbo. Flair forçou McMahon a se submeter à figure four leglock para vencer a luta.

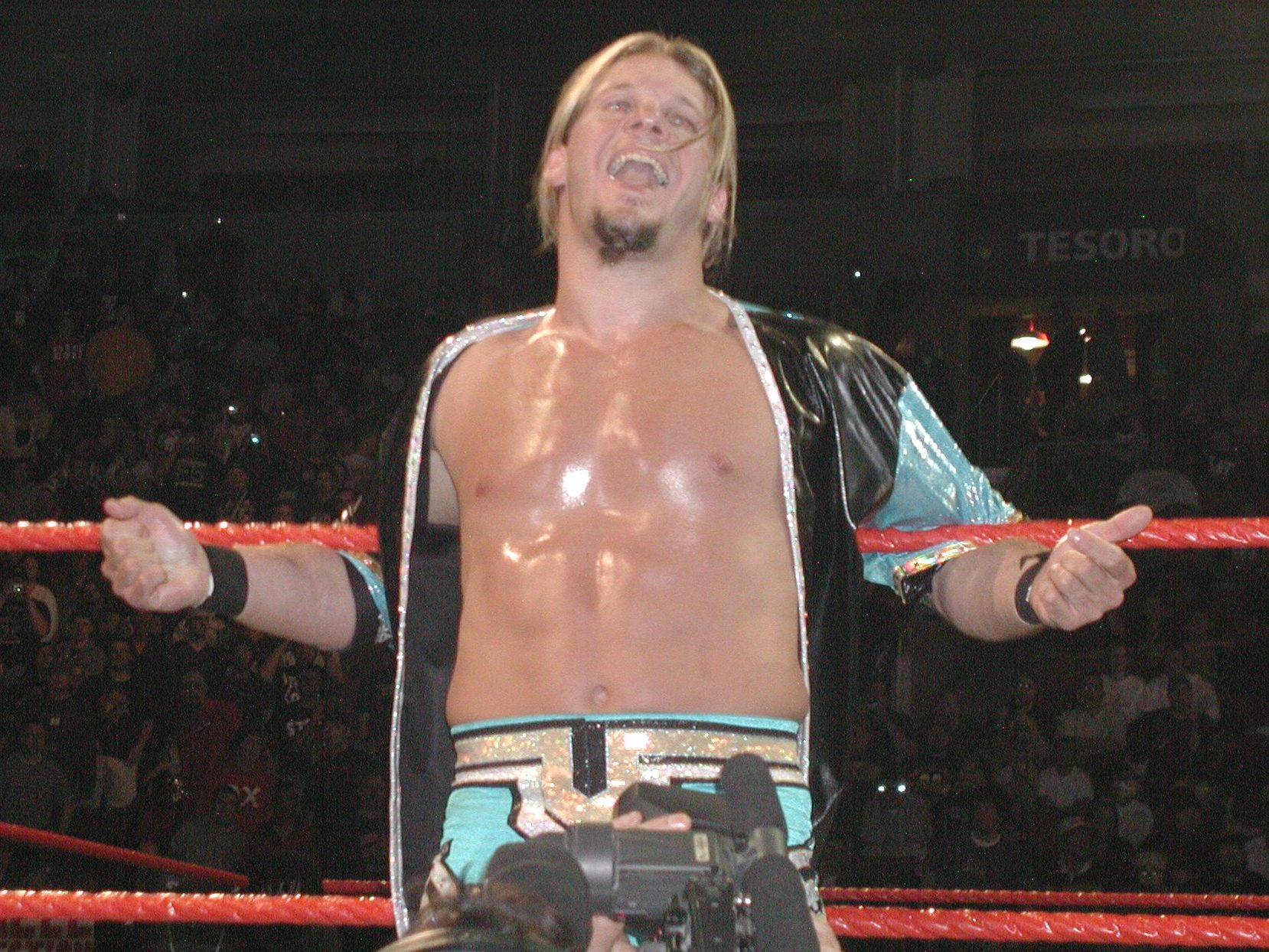
Chris Jericho, o Campeão Indiscutível da WWF

A quinta luta foi entre Chris Jericho e The Rock pelo Campeonato Indiscutível da WWE. The Rock rapidamente assumiu o controle da luta e quase caiu após um samoan drop; até que Jericho recuperou o controle e removeu o estofamento de um dos tensores. Jericho tentou o Walls of Jericho, mas The Rock escapou. Jericho continuou seu controle até que The Rock deu um superplex, e um snap overhead belly to belly suplex. Jericho retaliou com dois Lionsaults. The Rock então contra-atacou um míssil dropkick e aplicou o Sharpshooter. Lance Storm e Christian distraíram o árbitro quando Jericho finalizou. Como The Rock os eliminou, Jericho aproveitou e executou um Rock Bottom e tentou um People's Elbow, mas The Rock evitou e jogou Jericho para fora do ringue. Jericho tentou acertar um Rock Bottom através da mesa de comentaristas espanhola, mas The Rock respondeu e executou um Rock Bottom através da mesa de comentaristas inglesa. De volta ao ringue, The Rock cobriu Jericho para uma quase queda. Jericho rebateu um Rock Bottom e aplicou Walls of Jericho, mas The Rock alcançou as cordas e rolou Jericho para cima para uma queda na segunda tentativa. The Rock acidentalmente acertou o árbitro e Jericho acertou The Rock com o cinturão do WWF. Jericho sinalizou para Nick Patrick (um árbitro heel) sair e arbitrar. The Rock executou um DDT, mas Patrick se recusou a contar o pinfall. The Rock atacou Patrick com um Rock Bottom, e executou um Spinebuster e um People's Elbow em Jericho. Como The Rock tentou reviver o árbitro original; Earl Hebner, Jericho novamente aproveitou e acertou um golpe baixo, e mandou The Rock para o tensor exposto. Jericho derrotou The Rock com um roll-up usando as cordas para manter o título.

### Evento principal
O evento principal foi a luta Royal Rumble. The Undertaker, o oitavo participante, dominou ao entrar na partida e eliminou todos os quatro participantes restantes. Matt Hardy entrou em seguida e Lita, que acompanhava Matt, entrou no ringue para ajudar. O próximo participante foi Jeff Hardy, e todos os três atacaram The Undertaker. The Undertaker eventualmente eliminou os dois. Os Hardys retornaram e continuaram seu ataque, mas foram expulsos novamente. Essa distração permitiu que Maven, o participante seguinte, eliminasse The Undertaker. The Undertaker voltou, derrotou Maven e o eliminou. The Undertaker atacou Scotty 2 Hotty durante sua entrada e continuou seu ataque a Maven na multidão e nos bastidores, incluindo bater sua cabeça em uma máquina de pipoca. A luta continuou com Christian e Scotty 2 Hotty lutando, e o ringue começou a se encher de mais lutadores. Austin, o décimo nono participante, dominou em sua entrada e eliminou todos os três participantes restantes. Enquanto esperava pelo próximo participante, ele trouxe Christian e Chuck, a quem ele havia eliminado, de volta e os derrotou. Austin então eliminou os próximos dois participantes, deixando-o o único homem no ringue. Triple H fez seu retorno no ringue de lesão como número 22, brigando com Austin. O Mr Perfect voltou como o vigésimo quinto participante para uma grande ovação. The Big Show, o vigésimo sétimo participante, dominou ao entrar até que Kane entrou em seguida. Kane eliminou The Big Show, e Kane foi eliminado por Austin e Kurt Angle, o vigésimo sexto participante. Rob Van Dam fez sua estreia no Royal Rumble entrando no ringue na 29ª posição, derrubando quase todos com uma variedade de movimentos voadores, até que Triple H lhe entregou o Pedigree. Booker T, também fazendo sua estréia no Royal Rumble, entrou na 30ª posição e eliminou Van Dam. Ele então fez o Spin-a-Roonie, e foi rapidamente eliminado do Rumble depois de receber um Stone Cold Stunner de Austin.
Os quatro finalistas restantes foram Austin, Triple H, Angle e Perfect. Angle executou um Angle Slam em Triple H e três German suplexes em Austin. Austin acertou um golpe baixo em Angle, mas Perfect e Angle fizeram dupla com ele. Angle eliminou Austin enquanto tentava eliminar Perfect. Austin puxou Perfect para fora e o atacou antes de Angle atacar Austin por trás. De volta ao ringue, Perfect e Angle atacaram Triple H. Austin entrou no ringue e atingiu Perfect, Angle e Triple H com uma cadeira de aço antes de sair. Angle atacou Perfect com um clothesline por acidente, e Perfect executou um Perfect-Plex em Angle. Triple H então eliminou Perfect com um clothesline, deixando apenas Angle e Triple H. Ele foi para frente e para trás antes de Angle enviar Triple H por cima da corda superior com um back body drop, mas Triple H segurou. Angle achou que tinha vencido e comemorou. Triple H aproveitou e executou um facebuster no joelho em Angle, seguido por um clothesline sobre a corda superior para vencer a luta Royal Rumble.

## Recepção
Em 2011, Jack Bramma do 411Mania deu ao evento uma classificação de 7,5 [Bom], escrevendo: "Apesar da multidão super quente, este é um grande estrondo, mas apenas um bom show. A partida Rock-Jericho é levemente decepcionante sabendo o que eles são capazes e a luta Flair-Vince não está nem perto do nível das melhores lutas ruins de Vince. A luta Edge-Regal é uma boa luta pelo título, mas facilmente perdida. [Não] esmagadoramente excelente, mas ainda assim uma recomendação sólida."

## Após o evento
Austin venceu uma luta do desafiante número um contra Kurt Angle no Raw de 28 de janeiro para ganhar uma luta pelo Campeonato Indiscutível da WWF no No Way Out. Uma rivalidade entre Austin e Chris Jericho começou com Jericho interferindo na luta de Austin, atacando-o com seu cinturão.
The Undertaker continuou sua rivalidade com Maven pela eliminação durante a luta Royal Rumble, que passou a incluir The Rock depois que ele zombou de Undertaker por sua eliminação rápida. A interferência do Undertaker levou The Rock a perder para Kurt Angle no torneio para disputar o Campeonato Indiscutível no No Way Out. No Raw de 4 de fevereiro, durante uma luta de duplas, The Undertaker pegou um cano de chumbo de sua motocicleta e acertou The Rock na cabeça com ele, permitindo que Chris Jericho conquistasse a vitória por pinfall. The Rock retaliou batendo nele com uma cadeira e ajudando Maven a ganhar o Campeonato Hardcore da WWF que Undertaker havia vencido no Vengeance; no entanto, The Undertaker executou um Tombstone Piledriver em The Rock no capô de uma limusine em vingança. Uma luta foi feita entre os dois no No Way Out.
Kurt Angle começou uma rivalidade com Triple H, descontente por ter perdido a luta Royal Rumble, e atacou Triple H após um confronto. Durante a luta de Triple H com Booker T, Angle interferiu e atacou Triple H. Angle então fez Vince McMahon fazer uma luta entre os dois no No Way Out pelo título de Triple H na WrestleMania X8. Triple H e sua esposa na tela Stephanie McMahon estavam tendo problemas, então ela fingiu uma gravidez e exigiu que eles renovassem seus votos de casamento. Triple H descobriu a verdade e terminou seu casamento. Stephanie McMahon então se anunciou como a árbitra convidada na luta no No Way Out.
O Royal Rumble de 2002 foi o último Royal Rumble realizado sob o nome WWF, já que em maio de 2002, a promoção foi renomeada para World Wrestling Entertainment (WWE). Foi também o último Royal Rumble até 2014 em que havia apenas um campeonato mundial para o vencedor do Rumble disputar, pois em março de 2002, a promoção introduziu a primeira extensão de marca, que dividiu a lista em duas marcas distintas, Raw e SmackDown!, onde os lutadores foram designados exclusivamente para se apresentar. A princípio, o Campeonato Indiscutível estava disponível para ambas as marcas, mas em setembro, tornou-se exclusivo do SmackDown! e renomeado para Campeonato da WWE depois que o Raw introduziu o Campeonato Mundial dos Pesos Pesados como seu título principal. Além disso, King of the Ring foi descontinuado como um PPV após seu evento de 2002, assim o Royal Rumble, juntamente com WrestleMania, SummerSlam e Survivor Series, voltou a ser chamado de "Big Four" até outubro de 2021, quando o Money in the Bank foi reconhecido como um dos "Big Five".

## Resultados
| Nº                                          | Resultados                                                                                 | Estipulações                                                                                 | Tempo   |
| ------------------------------------------- | ------------------------------------------------------------------------------------------ | -------------------------------------------------------------------------------------------- | ------- |
| 1                                           | Spike Dudley e Tazz (c) derrotaram The Dudley Boyz (Bubba Ray e D-Von) (com Stacy Keibler) | Luta de Duplas pelo Campeonato de Duplas da WWF                                              | 5:06    |
| 2                                           | William Regal derrotou Edge (c)                                                            | Luta Individual pelo Campeonato Intercontinental da WWF                                      | 9:45    |
| 3                                           | Trish Stratus (c) derrotou Jazz                                                            | Luta Individual pelo Campeonato Feminino da WWF Jacqueline como árbitra convidada especial   | 3:43    |
| 4                                           | Ric Flair derrotou Mr. McMahon                                                             | Luta Street Fight                                                                            | 14:55   |
| 5                                           | Chris Jericho (c) derrotou The Rock                                                        | Luta Individual pelo Campeonato Indiscutível da WWF                                          | 18:48   |
| 6                                           | Triple H venceu por último eliminando Kurt Angle                                           | Luta Royal Rumble 30-Man por uma luta pelo Campeonato Indiscutível da WWF na WrestleMania X8 | 1:09:22 |
| (c) – Refere-se aos campeões antes da luta. |                                                                                            |                                                                                              |         |

### Entradas e eliminações da luta Royal Rumble
Um novo participante saiu aproximadamente a cada 2 minutos.
| Entrada | Participante            | Ordem | Eliminado por                      | Tempo | Eliminações |
| ------- | ----------------------- | ----- | ---------------------------------- | ----- | ----------- |
| 1       | Rikishi                 | 6     | The Undertaker                     | 13:39 | 1           |
| 2       | Goldust                 | 4     | The Undertaker                     | 12:52 | 0           |
| 3       | Big Boss Man            | 1     | Rikishi                            | 03:05 | 0           |
| 4       | Bradshaw                | 3     | Billy                              | 07:17 | 0           |
| 5       | Lance Storm             | 2     | Al Snow                            | 04:46 | 0           |
| 6       | Al Snow                 | 5     | The Undertaker                     | 05:12 | 1           |
| 7       | Billy                   | 7     | The Undertaker                     | 03:37 | 1           |
| 8       | The Undertaker          | 10    | Maven                              | 07:40 | 7           |
| 9       | Matt Hardy              | 9     | The Undertaker                     | 04:16 | 0           |
| 10      | Jeff Hardy              | 8     | The Undertaker                     | 01:30 | 0           |
| 11      | Maven                   | 11    | The Undertaker                     | 03:34 | 1           |
| 12      | Scotty 2 Hotty          | 12    | Diamond Dallas Page                | 02:36 | 0           |
| 13      | Christian               | 16    | Stone Cold Steve Austin            | 12:14 | 3           |
| 14      | Diamond Dallas Page     | 13    | Christian                          | 05:15 | 1           |
| 15      | Chuck                   | 17    | Stone Cold Steve Austin            | 09:04 | 2           |
| 16      | The Godfather           | 15    | Chuck and Christian                | 01:48 | 0           |
| 17      | Albert                  | 14    | Chuck and Christian                | 00:48 | 0           |
| 18      | Perry Saturn            | 18    | Stone Cold Steve Austin            | 02:57 | 0           |
| 19      | Stone Cold Steve Austin | 27    | Kurt Angle & Mr. Perfect           | 26:46 | 7           |
| 20      | Val Venis               | 19    | Stone Cold Steve Austin            | 02:58 | 0           |
| 21      | Test                    | 20    | Stone Cold Steve Austin            | 01:42 | 0           |
| 22      | Triple H                | -     | Vencedor                           | 23:14 | 4           |
| 23      | The Hurricane           | 21    | Stone Cold Steve Austin & Triple H | 00:39 | 0           |
| 24      | Faarooq                 | 22    | Triple H                           | 00:36 | 0           |
| 25      | Mr. Perfect             | 28    | Triple H                           | 15:18 | 1           |
| 26      | Kurt Angle              | 29    | Triple H                           | 16:09 | 2           |
| 27      | Big Show                | 23    | Kane                               | 02:45 | 0           |
| 28      | Kane                    | 24    | Kurt Angle                         | 01:02 | 1           |
| 29      | Rob Van Dam             | 25    | Booker T                           | 02:12 | 0           |
| 30      | Booker T                | 26    | Stone Cold Steve Austin            | 00:33 | 1           |

↑  Undertaker agrediu e eliminou Maven após sua própria eliminação por Maven.
↑  Esta foi a 36ª eliminação da carreira de Austin no Royal Rumble, que foi um recorde mantido por oito anos até que Shawn Michaels quebrou no Royal Rumble de 2010.